# Lucho Mueckay
Luis Enrique Mueckay Arcos, más conocido como Lucho Mueckay, (Guayaquil, 16 de marzo de 1957) es un actor, coreógrafo, director escénico, humorista y promotor cultural ecuatoriano. Es considerado como el precursor de la Danza Contemporánea y del Teatro del Movimiento en Guayaquil. Actualmente es Director Artístico del Centro Cultural Sarao con sede en Guayaquil, agrupación artística que fundó en 1988. Desde hace casi dos años se desempeña como Director de Promoción Cultural e Interculturalidad del Ministerio de Relaciones Exteriores del Ecuador.

## Estudios
Mueckay realizó estudios de literatura en la Universidad Católica de Guayaquil, carrera que no culminó dado que decide viajar a realizar estudios en el extranjero. En 1979, viajó a México, donde realizó sus estudios de teatro en el Centro de Arte Dramático A.C., en la Escuela de Teatro de Abraham Oceransky, y en los talleres de la agrupación Vámonos Recio.
En este país hizo el hallazgo de la danza contemporánea y egresó del Sistema de Enseñanza Profesional de la Escuela de Danza Contemporánea del Instituto Nacional de Bellas Artes (INBA); y, posteriormente, del Centro Superior de Coreografía (CESUCO). Obtuvo, además, el título de Licenciado en  Comunicación  por la Universidad Autónoma Metropolitana de México - Unidad Xochimilco. Ha sido estudiante de la Escuela Internacional de Teatro de la América Latina y el Caribe (EITALC), además de haber realizado estudios de Pedagogía teatral en el Centro Latinoamericano de Cursos e Investigación Teatral,  (CELCIT), Argentina.

## Carrera artística
Como bailarín y coreógrafo integró en México algunas compañías:
- Barro Rojo, dirigida por Arturo Garrido.
- Contradanza, dirigida por Cecilia Appleton.
- Vámonos Recio, dirigida por Armando García.
- Compañía de Ópera del INBA.
- Ballet Teatro Flamenco de María Antonieta “La Morris”.

Después, en Costa Rica fue bailarín y coreógrafo de:
- Compañía Danza-UNA de la Universidad Nacional;
- Compañía de Danza Independiente;
- Colectivo Espacios;
- Y, en diciembre de 1988, funda en Costa Rica, junto a la bailarina Ileana Álvarez el Colectivo de danza-teatro Sarao.

En 1989, el Frente de Danza Independiente de Quito (del que Mueckay fue también fundador), invitó al Colectivo Sarao a realizar presentaciones con su primer espectáculo de larga duración: “Los ángeles caídos de la noche”. 
En 1990, retorna a Guayaquil y establece Sarao definitivamente en su ciudad natal. Donde el público de esta ciudad recibe gratamente su primera propuesta escénica local: “Amor-tiguando, relatos de amor paranormales”, que integra teatro y danza.
En 2020 protagoniza junto a José Andrés Caballero y bajo la dirección de Alejandro Fajardo, la obra Antimateria, del dramaturgo español Carlos Atanes, en la Casa Cino Fabiani de Guayaquil, Ecuador.

## Docente
Ha sido maestro a través de cursos y talleres en:
- Facultad de Artes de la Universidad de Artes de la Universidad de Costa Rica; de la que fue además Director de Extensión.
- Facultad de Artes de la Universidad Central del Ecuador, en Quito;
- Frente de Danza Independiente;
- Compañía Nacional de Danza del Ecuador;
- Instituto “Raymond Maugé” de Guayaquil;
- Escuela de Danza del Centro de Arte de la Sociedad Femenina de Cultura de Guayaquil; y,
- Escuela de Comunicación Mónica Herrera de Guayaquil de la Universidad Casa Grande.

Fue director de la Escuela de Danza de la Casa de la Cultura Ecuatoriana, Núcleo del Guayas, dándole un giro a hacia la danza contemporánea. Durante su dirección, surgió la primera generación de bailarines contemporáneos de Guayaquil.

## Principales reconocimientos
- Premio Bellas Artes en Coreografía en México por 2 ocasiones.
- Primer Premio Nacional de Coreografía, y Premio a la Excelencia Coreográfica, Casa de la Cultura Ecuatoriana.
- Primer Premio Festival “Alas de la Danza” de Ecuador.
- Reconocimiento al Mérito Artístico Cultural del Gobierno de la Provincia de Guayas.
- Premio “Quitsa –To” de las Artes en Danza.
- Medalla al Mérito Educativo en Artes entregada por el gobierno de Rafael Correa.
- Premio Nacional de Juan León Mera 2008,  Modalidad: Teatro.[3]
- Primer Único en Danza en el Festival de Artes al Aire Libre, 2009.
- Primer Único en Teatro en el Festival de Artes al Aire Libre, 2009.
- Premio otorgado por el Consejo Nacional de Cinematografía del Ecuador, categoría: Escritura de Guion, para la adaptación cinematográfica de su obra: “No puedo verte triste porque me mata”.

## Producción artística
A la fecha, tiene a su haber un extenso repertorio de espectáculos como director, coreógrafo, actor y/o bailarín; entre otros: 
- Marque una equis donde le duela el alma (autor)
- Babilonia's Dancing Club (autor)
- Carmen, de Bizet (intérprete)
- Los Ángeles Caídos de la Noche (autor y coreógrafo)
- Amor-tiguando, Relatos de amor paranormales (autor y coreógrafo)
- Diario de un Loco, de Nikolái Gógol.[4] (adaptación, actuación y dirección)
- No puedo verte triste porque me mata (autor, actuación y dirección)
- Antígona de Jean Anouilh (actuación y dirección).
- El Concierto Mágico (para niños; adaptación, actuación y dirección)
- La Boda, de Bertolt Brecht (adaptación, actuación y dirección)
- Foroloco (para niños; autor, actor y dirección)
- Pechiche (para niños; autor, actor y dirección)
- Crónica de luto cerrado (autor, actuación y dirección)
- Védova in lumine, con Mirella Carbone (Perú). (dirección)
- El Rincón de los Amores Inútiles, con Jorge Mateus (dirección)
- La Consagración de la Primavera (con la Cía. Nacional de Danza del Ecuador, dirección artística)
- Fiel Piel de Hiel (autor, coreógrafo y bailarín)
- Ópera Tropical Bufa (autor y dirección)
- El Gran Cacao (Parque Histórico Guayaquil, autor y dirección)
- La verdadera historia de Esperancita, Efluvio y el Tin tín (Parque Histórico Guayaquil, autor y dirección)
- María Godovea (Parque Histórico Guayaquil, autor y director)
- Civilizatoria (coreógrafo y director)
- Velorium Vacilatus (autoría compartida con Raymundo Zambrano y actuación)
- La Última Farra (autoría compartida con Raymundo Zambrano y actuación)
- Sexocracia, todo lo que usted debe saber (autor y actuación)
- La Mona Risa (director y actor)
- Caracol y Colibrí en el Valle del Silencio, de Sabina Berman.[5]  (adaptación, actuación y dirección)
- Prometeo Deportado (actuación: El Hombre del Maletín)
- Hoy Cambiará La Vida (autor y coreógrafo)
- La Hija Menor de Bernarda Alba (autor y coreógrafo)